# كورت لارسون (لاعب كرة قدم أمريكية)
كورت لارسون (بالإنجليزية: Kurt Larson)‏ هو لاعب كرة قدم أمريكية أمريكي، ولد في 25 فبراير 1966 في وكيشا في الولايات المتحدة.

## وصلات خارجية
- كورت لارسون على موقع مرجع كرة القدم المحترفة.كوم (الإنجليزية)